# 414 př. n. l.

## Hlava státu
- Perská říše – Dareios II. (423 – 404 př. n. l.)
- Egypt – Dareios II. (423 – 404 př. n. l.)
- Bosporská říše – Satyrus (433 – 389 př. n. l.)
- Sparta – Pleistonax (458 – 409 př. n. l.) a Ágis II. (427 – 399 př. n. l.)
- Athény – Charias (415 – 414 př. n. l.) » Tisandrus (414 – 413 př. n. l.)
- Makedonie – Perdikkás II. (448 – 413 př. n. l.)
- Epirus – Tharrhypas (430 – 392 př. n. l.)
- Odryská Thrácie – Seuthes I. (424 – 410 př. n. l.)
- Římská republika – tribunové Cn. Cornelius Cossus, Q. Fabius Vibulanus Ambustus, L. Valerius Potitus a P. Postumius Albinus Regillensis (414 př. n. l.)
- Kartágo – Hannibal Mago (440 – 406 př. n. l.)